# 成瀬光太郎
成瀬 光太郎（なるせ みつたろう）は、江戸時代末期の尾張藩士で御馬廻組。尾張藩士の渡辺十左衛門の次男。成瀬辰三郎の婿養子。

## 生涯

### 尾張藩時代
成瀬正順の長男辰三郎は文久3年（1863年）に死去、辰三郎の長男鈴吉も慶應元年（1865年）に早世した。そのため、急遽光太郎は末期養子として成瀬家に婿入りした、この時14歳。慶應4年（1868年）光太郎17歳の時に青松葉事件に連座し家名断絶、大番組、山村多聞の預かりとなり、明治3年（1870年）に赦免されるまで座敷牢にて幽閉された。

### 赦免後
青松葉事件は冤罪であったが、天皇親政の時代に逆賊の汚名を受けたことの影響は大きかったらしく、夫妻は住み慣れた尾張を離れ、京都の縁者を頼った。当初は商売をしてみたようだが「武士の商法」のことわざ通り失敗する。その後は商家の子弟に読み書きを教え生計を立てた。

## 親族
長男の政彦は名古屋に戻り陸軍軍人となる。妻は日御碕神社宮司、小野尊光の娘・吉子。軍隊でも朝敵の汚名が影響し、上司や同僚との喧嘩口論がたえなかったため中佐まで進んだ時点で退役した。遺言に「天皇親政の世の中で、朝敵の濡れ衣を消し去ることは難しいので、親族から相続人を出さないようにして欲しい」とあった。次男の俊彦は10歳の時に京都の医家、雨森良意の養子となる。